# Danny Michael
Danny Michael ist ein Tonmeister.

## Leben
Michael begann seine Karriere Mitte der 1970er Jahre und hatte sein Filmdebüt 1976 mit dem Fantasyfilm Angels. Anfang der 1980er Jahre arbeitete er zudem an einigen Dokumentarfilmen. Sein Arbeitsschwerpunkt war der Film, er war jedoch auch für Fernsehproduktionen tätig, so unter anderem an den Serien Law & Order, The Unusuals und Allegiance.
1989 war er für Mississippi Burning – Die Wurzel des Hasses gemeinsam mit Robert J. Litt, Elliot Tyson und Rick Kline für den Oscar in der Kategorie Bester Ton nominiert, der Preis ging in diesem Jahr jedoch an Clint Eastwoods Biopic Bird. Für Alan Parkers Drama waren sie, gemeinsam mit Bill Phillips, im selben Jahr auch für den BAFTA Film Award in der Kategorie Bester Ton nominiert.

## Filmografie (Auswahl)
- 1987: Angel Heart
- 1988: Mississippi Burning – Die Wurzel des Hasses (Mississippi Burning)
- 1990: Die Geschichte der Dienerin (The Handmaid’s Tale)
- 1991: Billy Bathgate
- 1992: Glengarry Glen Ross
- 1998: Rendezvous mit Joe Black (Meet Joe Black)
- 1999: Mickey Blue Eyes
- 2002: 8 Mile
- 2005: Die Dolmetscherin (The Interpreter)
- 2006: Departed – Unter Feinden (The Departed)
- 2009: Der Womanizer – Die Nacht der Ex-Freundinnen (Ghosts of Girlfriends Past)
- 2011: Ohne Limit (Limitless)
- 2013: Die Unfassbaren – Now You See Me (Now You See Me)
- 2014: John Wick
- 2014: The Amazing Spider-Man 2: Rise of Electro (The Amazing Spider-Man 2)

## Auszeichnungen (Auswahl)
- 1989: Oscar-Nominierung in der Kategorie Bester Ton für Mississippi Burning – Die Wurzel des Hasses
- 1989: BAFTA Film Award in der Kategorie Bester Ton für Mississippi Burning – Die Wurzel des Hasses